# Maioria absoluta
Maioria absoluta é definida como "mais que a metade" do número total de indivíduos que compõe o grupo. Ou, mais especificamente, "número subsequente à metade de todos os membros". Em processos de deliberação, especialmente em um parlamento, corresponde ao número de votos favoráveis necessários para aprovação de certas iniciativas legislativas, nos termos determinados pelo regimento para certas matérias, desde que superior a metade dos deputados em efetividade de funções.
Também pode ser explicada como sendo a metade do número total de indivíduos que compõe o grupo mais um.

## Portugal
Tal dispositivo é previsto pela Constituição portuguesa de 1976 no artigo 168, n.º 5. Note-se que esta votação só consta para leis orgânicas. Também é denominado como "50% mais um" dos elementos de um conjunto.

## Brasil
Tomando como exemplo o Senado Federal do Brasil, que atualmente é composto por 81 senadores, votações que exigem a maioria absoluta (aprovação de uma lei complementar, por exemplo) dependem da aprovação de 41 senadores.
A maioria absoluta de qualquer colegiado é calculada com base na totalidade dos membros que o compõem. Para obtê-la, basta dividir o número total de integrantes do colegiado por dois e assinalar o primeiro número inteiro acima da metade. Exemplo: a Câmara dos Deputados (órgão colegiado) é composta por 513 deputados (total de membros). Ao dividir 513 por 2, obtém-se o quociente 256,5 (metade de 513). O primeiro número inteiro acima dessa metade (256,5) é 257. Portanto sabe-se que 257 deputados correspondem à maioria absoluta da Câmara dos Deputados.
Esse quórum é requerido por exigência constitucional e/ou regimental. A constituição o exige como quórum mínimo de presença para quaisquer deliberações das casas legislativas e de suas comissões (Constituição Federal, art. 47). Quanto à aprovação de matérias, por exemplo, o constituinte exigiu que os projetos de lei complementar sejam aprovados pela maioria absoluta (CF, art. 69).

No passado, o sistema foi utilizado para as eleições legislativas, através da chamada Lei dos Círculos.